# Crisos
Crisos (en grec antic Κρῖσος) va ser un heroi grec, fundador de la ciutat de Crisa a Mísia. Descendeix d'Èac per part del seu pare Focos. La seva mare era Astèria, filla de Deíon o Deioneu, i a través d'ella, Crisos ve del llinatge de Deucalió.
Tenia un germà bessó, Panopeu, amb el que no es va entendre mai. Es diu que ja es barallaven al ventre de la seva mare. Una altra tradició deia que Crisos i Panopeu no eren germans. Crisos era fill de Focos, i Panopeu de Tirà i Asteròida.
Crisos es va casar amb Antifatia, filla de Naubol, rei de Fòcida, amb la que va tenir un fill, Estrofi, que amb Anaxíbia, germana d'Agamèmnon, va engendrar Pílades, cosí i amic d'Orestes.